# Konrad-Adenauer-Denkmal (Köln)

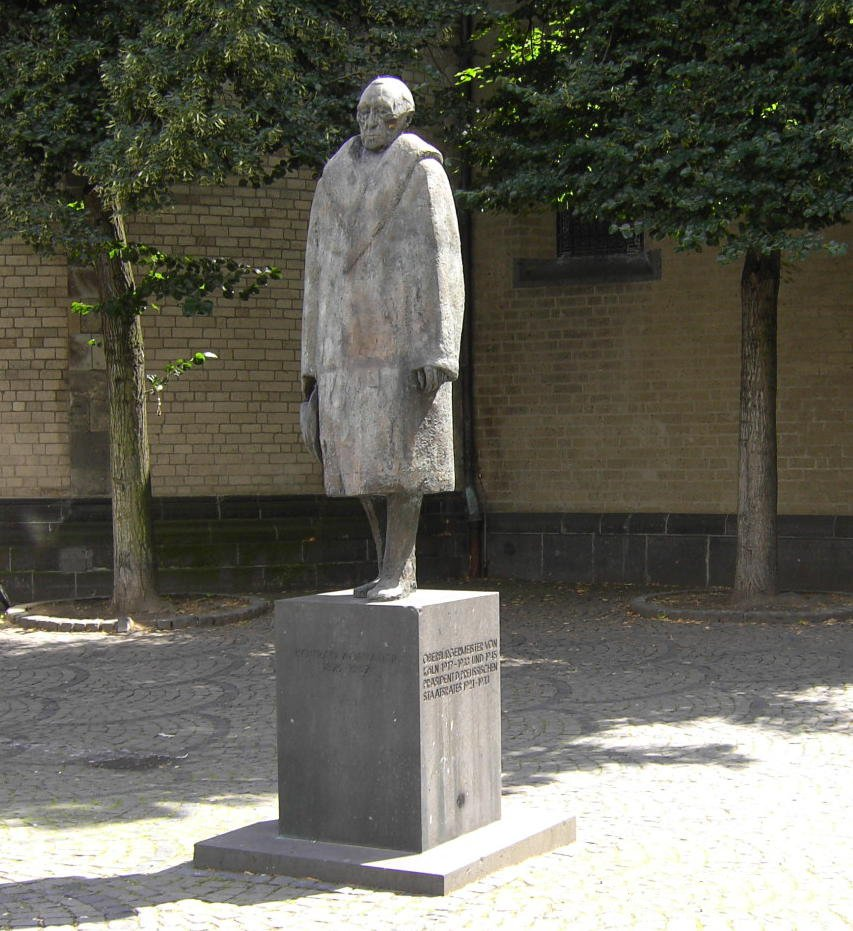
Konrad-Adenauer-Denkmal (2007)

Konrad-Adenauer-Denkmal in Köln ist ein am 1. Juli 1995 eingeweihtes und Konrad Adenauer gewidmetes Denkmal. Es befindet sich an der Kreuzung Aposteln- und Mittelstraße nordwestliches des Neumarktes.

## Beschreibung
Die Bronzeplastik ist 2,30 Meter hoch und ohne Sockel 400 kg schwer. Sie kostete 500.000 DM und wurde über die Spendentätigkeit des 1987 gegründeten „Komitees zur Errichtung des Adenauer-Denkmals am Neumarkt in Köln“ finanziert.
Der Künstler, dem das Komitee den Auftrag vergeben wollte, verstarb, noch bevor er den Auftrag erhielt. Den Auftrag erhielt danach Hans Wimmer aus München, der 1991 mit der Gestaltung des Kunstwerkes begann und im gleichen Jahr verstarb. Die Statue ohne Kopf vollendete sein Schüler Gerd Weiland.
Der ehemalige Oberbürgermeister der Stadt Köln, Präsident des Preußischen Staatsrates und Bundeskanzler ist dargestellt in einem überlebensgroßen Mantel, der seinen Kopf klein erscheinen lässt. In seiner rechten Hand hält er einen Hut.